# Pamiętnik Czerwonego Pantofelka
Pamiętnik Czerwonego Pantofelka (oryg. Red Shoe Diaries) – amerykański serial erotyczny, z elementami dramatu i komedii romantycznej. 
Każdy odcinek cyklu stanowi odrębną całość. Postacią łączącą wszystkie jest narrator; Jake Winters (David Duchovny). Przed serialem, w maju 1992 telewizja wyemitowała wersję filmową, będącą pilotem późniejszego serialu. Dodatkowo, poszczególne odcinki były i są na bieżąco wydawane na nośnikach VHS i DVD.